# Foire de Beaucroissant
La foire de Beaucroissant est une foire agricole biannuelle qui se tient dans la commune de Beaucroissant en Isère, en France. Ses origines remontent officiellement à l'an 1219. 
Cette foire, qui se déroule chaque année le dernier week-end d'avril (autour de la Saint-Georges) et le deuxième week-end de septembre (autour de la Sainte-Croix),  regroupe plus de 1 500 exposants et attire, selon l'office de tourisme départemental, près d'un million de visiteurs. La « Beaucroissant » s'étend sur un espace d’exposition de plus de trente hectares où sont exposés principalement des stands consacrés à l'élevage et à l'agriculture.
Sur le site de la foire et dans sa périphérie immédiate, les visiteurs peuvent également découvrir des attractions foraines, des stands de restauration et des débits de boissons. Une gare ferroviaire de la SNCF se situe au cœur de l'espace consacré à cette manifestation.

## Histoire

### Origines

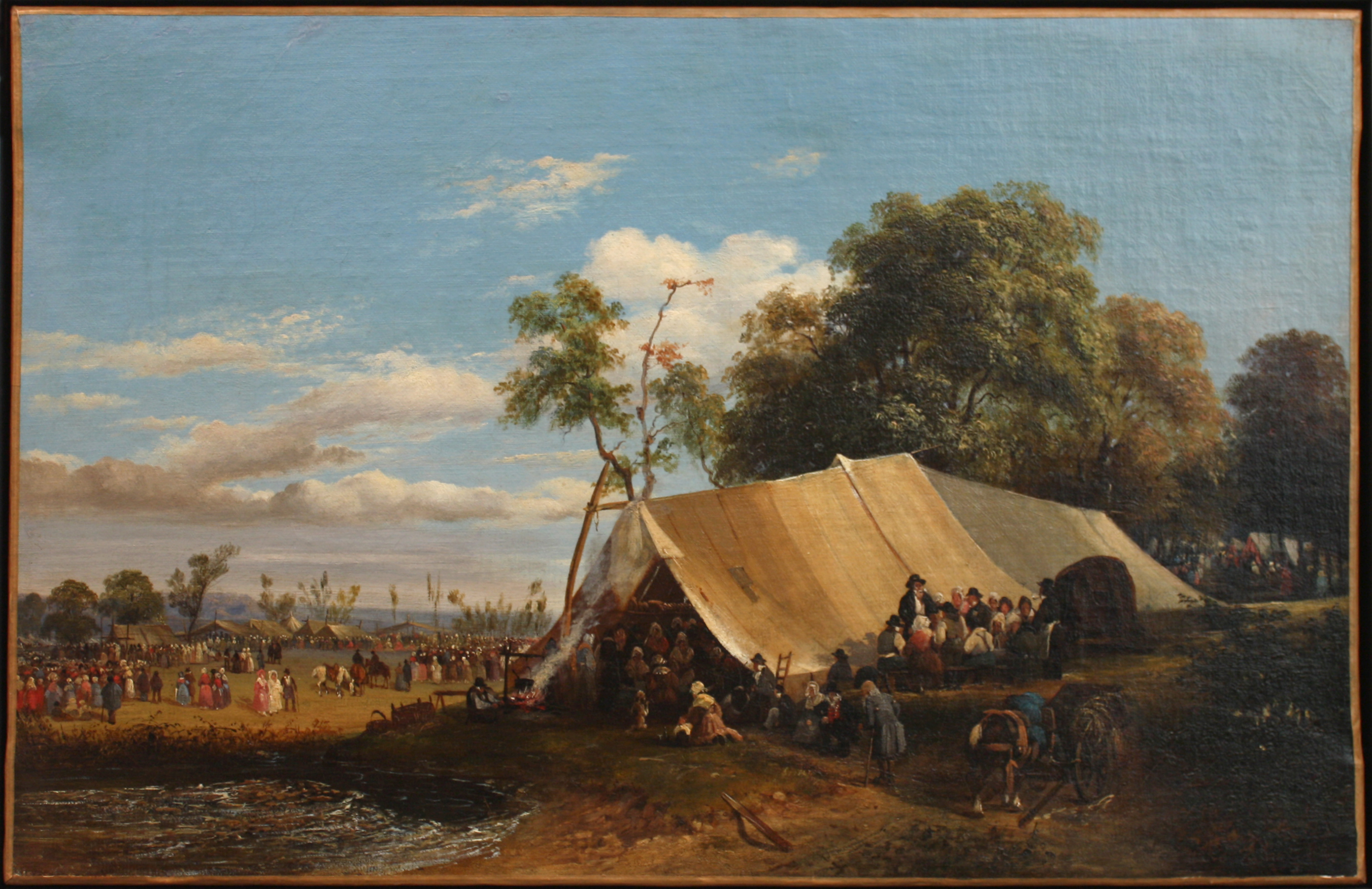
La foire de Beaucroissant au XIXe par Théodore Ravanat.

L'origine de la foire remonte vraisemblablement au marché — la « Vaude » — installé, selon les sources, dès le IXe siècle ou le Xe siècle, lorsque l'évêque de Grenoble vient chaque année célébrer la fête de la Sainte Croix,. Le 14 septembre 1219 était un jour de fête à Grenoble où de nombreuses personnes étaient venues assister à la traditionnelle fête de la Sainte-Croix. Malheureusement ce même jour un violent orage éclata sur la région, gonflant les torrents et rivières et faisant céder une retenue d'eau créée à la suite d'un éboulement quelques années auparavant au niveau des gorges de l'Infernet à Livet-et-Gavet. La vague et la hausse du niveau des cours d'eau du Drac et de l'Isère qui résultèrent de la rupture de ce barrage, inondèrent la ville et firent des milliers de morts. Des centaines de survivants allèrent se réfugier au lieu qui sera nommé Beaucroissant au siècle suivant, lorsqu'un village y sera fondé pour les accueillir,.
Un an après, jour pour jour, le 14 septembre 1220, l'évêque de Grenoble, Jean de Sassenage accompagna ses paroissiens à Notre-Dame de Parménie, pour remercier Dieu de les avoir épargnés et afin de prier pour les victimes de cette catastrophe. Ainsi le grand nombre de pèlerins qui chaque année affluaient sur le territoire de Beaucroissant attira de nombreux commerçants qui voyaient là une aubaine pour exercer leur commerce. Selon Bernard Janin et Denise Brizard, ce pèlerinage « fournit désormais à Beaucroissant l'occasion heureuse d'associer une cérémonie religieuse et une tradition commerciale ».
Au départ, ce fut surtout le petit bétail qui était vendu pendant la foire, puis au cours des années de nombreux étals de produits manufacturés firent leur apparition notamment grâce à l'implantation géographique de Beaucroissant. Ainsi sa situation sur la route antique reliant Vienne à Turin, et à proximité de grands axes de circulation comme les routes de Grenoble à Valence et de Grenoble à Lyon permit à la foire d'accueillir un commerce de transit. À la fin du Moyen Âge la renommée de la foire grandissant, ce furent des commerçants de toute l'Europe (Espagne, Italie, Pays-Bas, Suisse...) qui firent leur apparition afin de venir vendre leurs marchandises. La durée de la foire était initialement de trois jours, mais à cette époque, l'ampleur de la manifestation fut telle qu'elle fut rallongée jusqu'à dix-sept jours. Chaque jour avait ainsi sa spécialité, jour du blé, jour des chevaux, jour des bêtes à cornes, jour des épices...

### XIXesiècle
Le 8 mai 1836, la foire devient un événement semestriel. Le roi de France Louis-Philippe Ier autorise par ordonnance du 8 mai 1836 un deuxième jour, au printemps, durant lequel l'édition du printemps de la foire de Beaucroissant peut se dérouler. Elle se déroule le week-end le plus proche de la Saint-Georges (23 avril), alors que celle de l'automne se déroule vers la Sainte-Croix (14 septembre).

### La foire auXXIesiècle

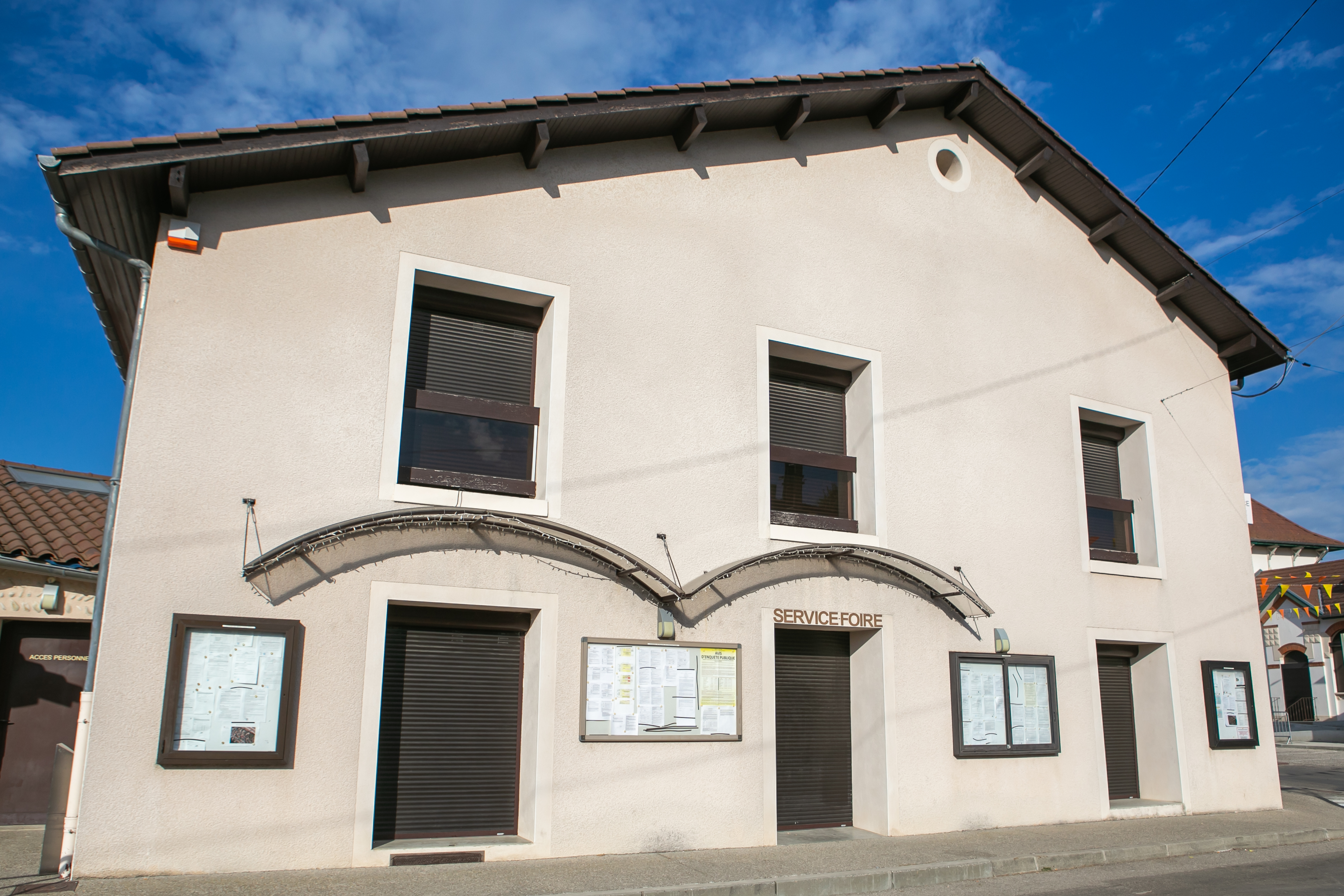
Salle du service foire de la ville de Beaucroissant

En 2017, la foire regroupait plus de 1 500 exposants dont plus de 250 entreprises de matériel agricole. Afin d'alimenter les quelque 800 000 à 1 000 000 de visiteurs attendus, ce sont près d'une centaine de bars et restaurants qui seront installés au long des 15 kilomètres d'allées réparties sur une quarantaine d'hectares.
La foire actuelle est constituée de stands traditionnels que l'on retrouve d'année en année. Ainsi plus de 1 500 bovins et chevaux sont exposés lors de la journée du 14 septembre ainsi que plusieurs centaines d'ovins, et porcins lors de cette journée dite du gros bétail. À cette occasion un concours est organisé par le syndicat des éleveurs de Charolais du sud-est, doté de plusieurs prix pour les plus belles bêtes. Des démonstrations de chiens de berger sont également réalisées par le syndicat d’éleveurs d’ovins de l’Isère.
Des éleveurs de chiens sont également présents lors de la foire et occupent en moyenne chaque année une vingtaine de stands. Les volailles et les autres petits animaux à poil ou à plume (perruches, lapins...) sont également représentés par une cinquantaine d'exposants. À ces stands animaliers s'ajoutent les professionnels et exposants de matériel agricole et de travaux publics avec les grands concessionnaires (John Deere, New Holland...) régionaux, ainsi que plusieurs exposants étrangers.
En 2020, en raison de la pandémie de Covid-19, les deux éditions de la foire sont supprimées dont la 801e prévue en septembre. En 2021, la commune de Beaucroissant annule également l'édition de la foire de printemps, prévue en avril.
La 803ème Foire d'automne s'organise les 13, 14 et 15 septembre 2024. Elle compte 1 500 exposants dont 220 en matériel agricole et travaux publics. 800 000 à un million de visiteurs y sont attendus. 

Différentes vues du site de la foire de Beaucroissant
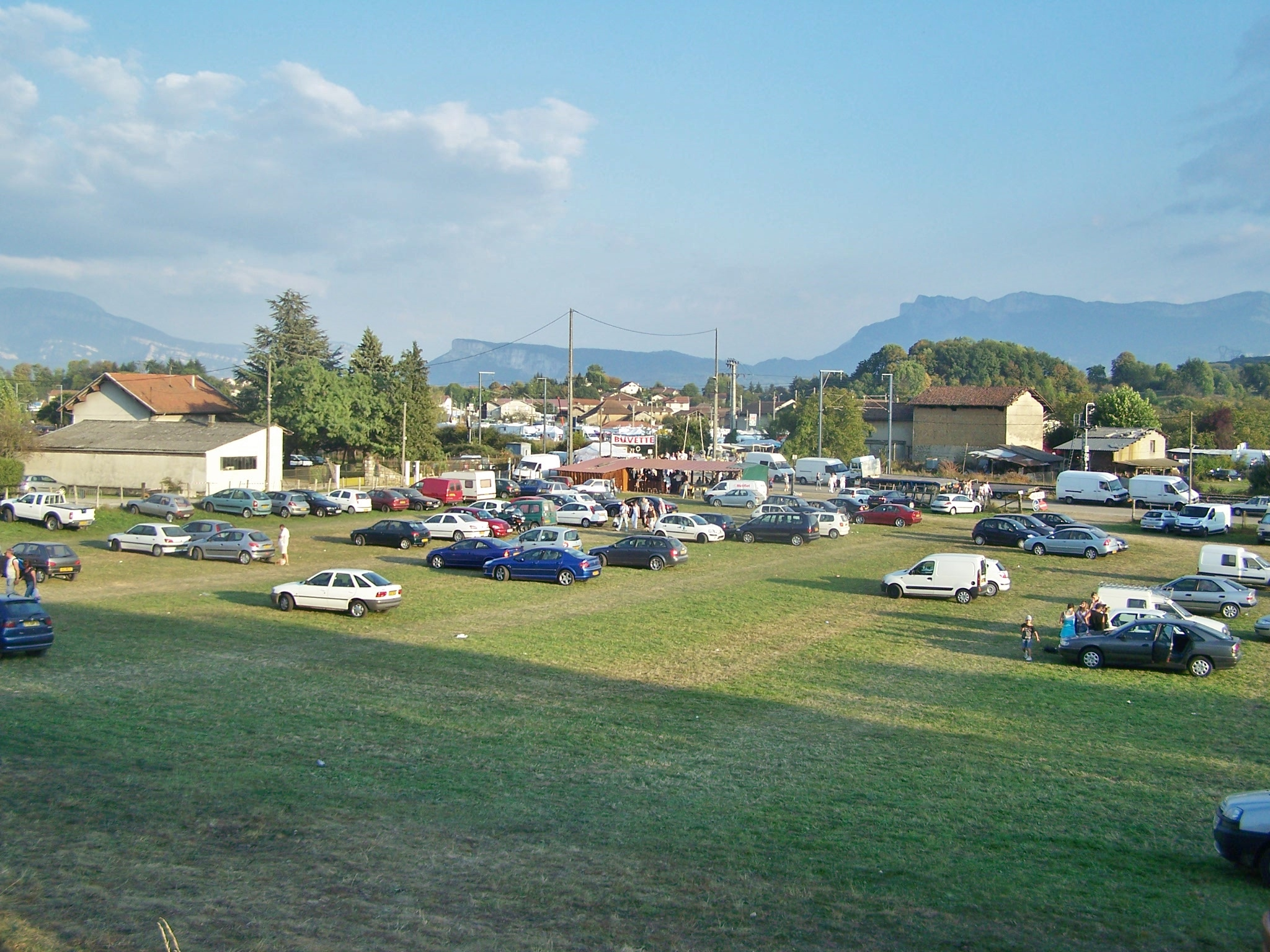
Un des parkings de la foire
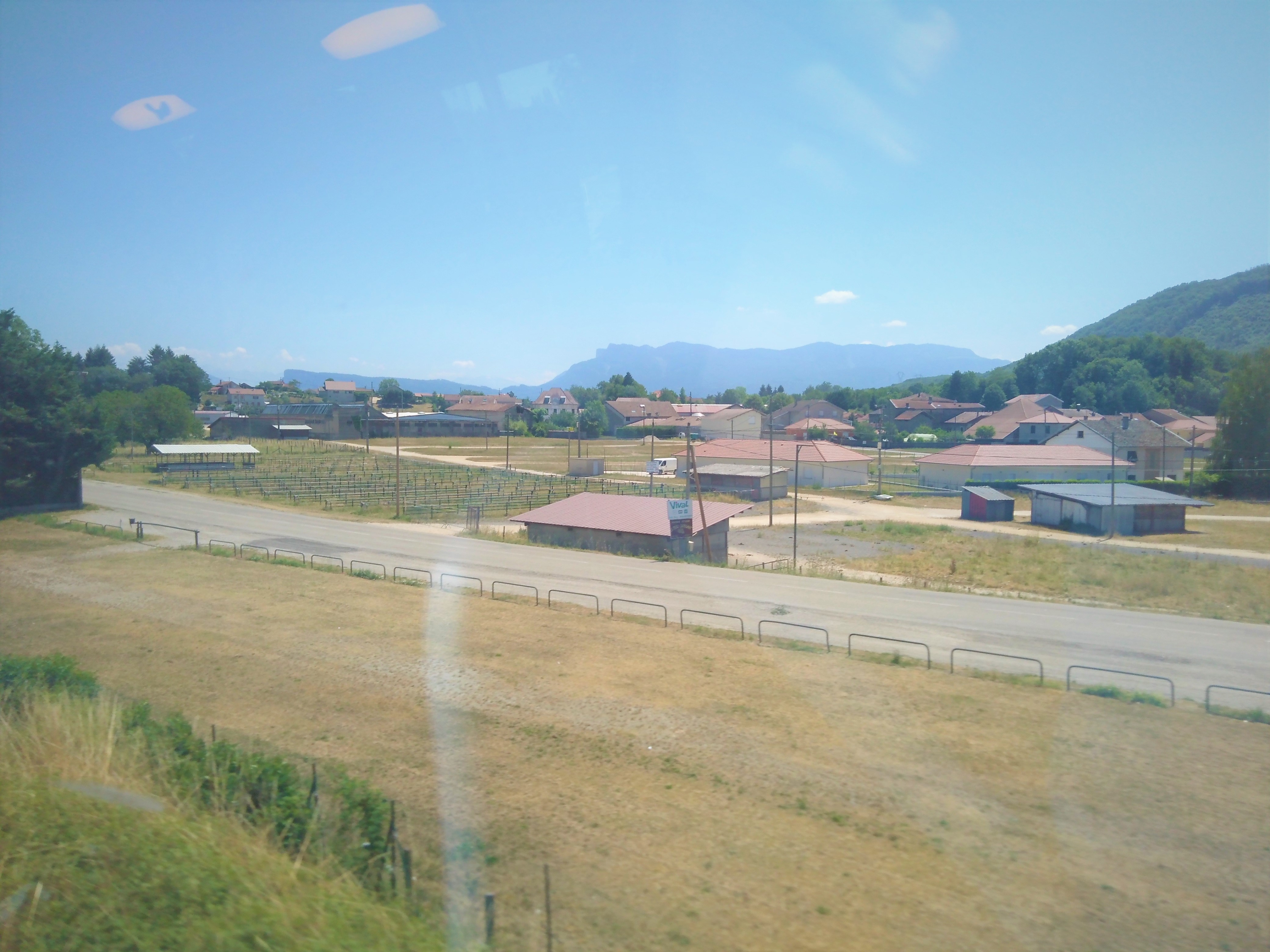
Site de la foire depuis le TER Grenoble-Lyon
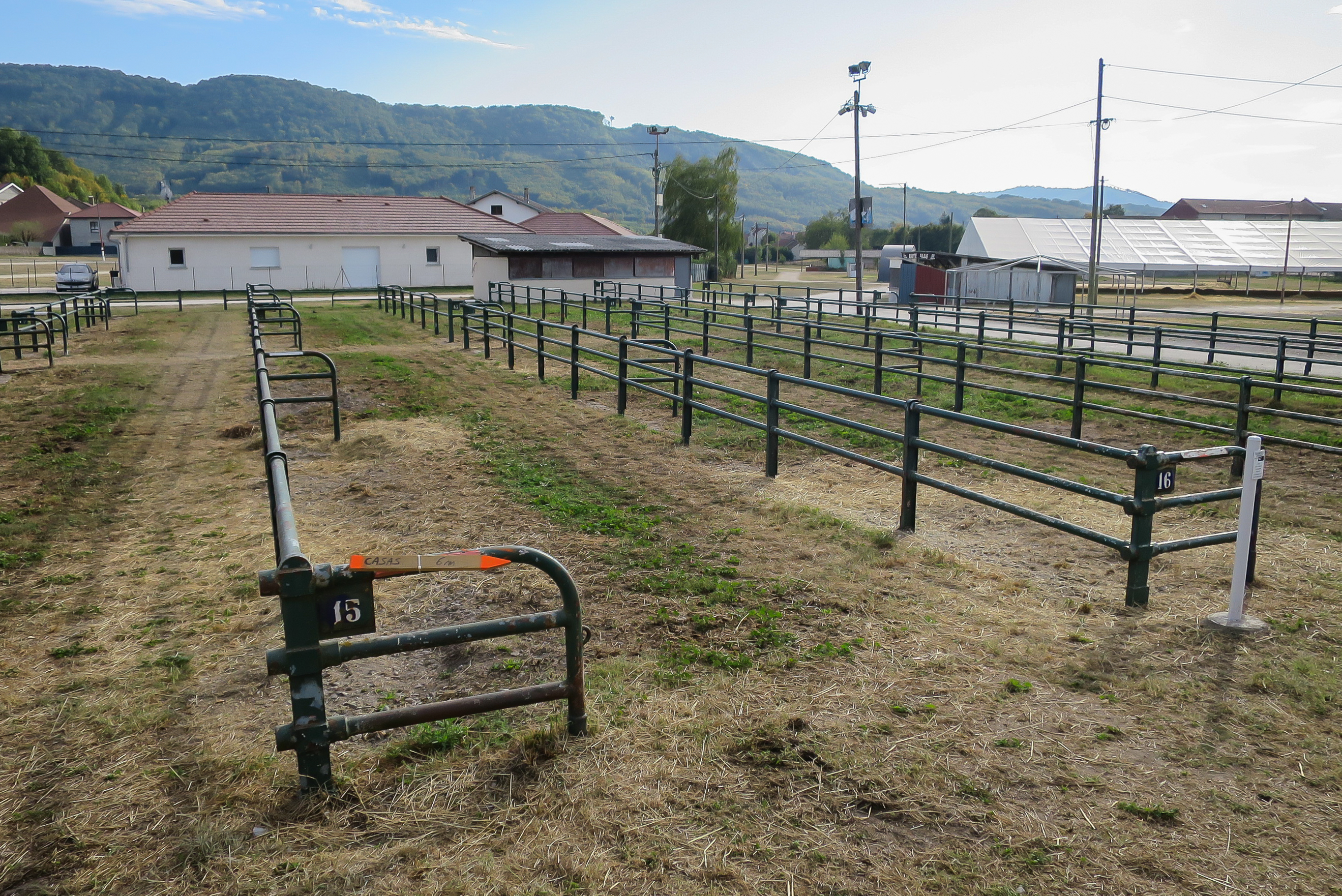
Site de la foire, enclos pour les animaux
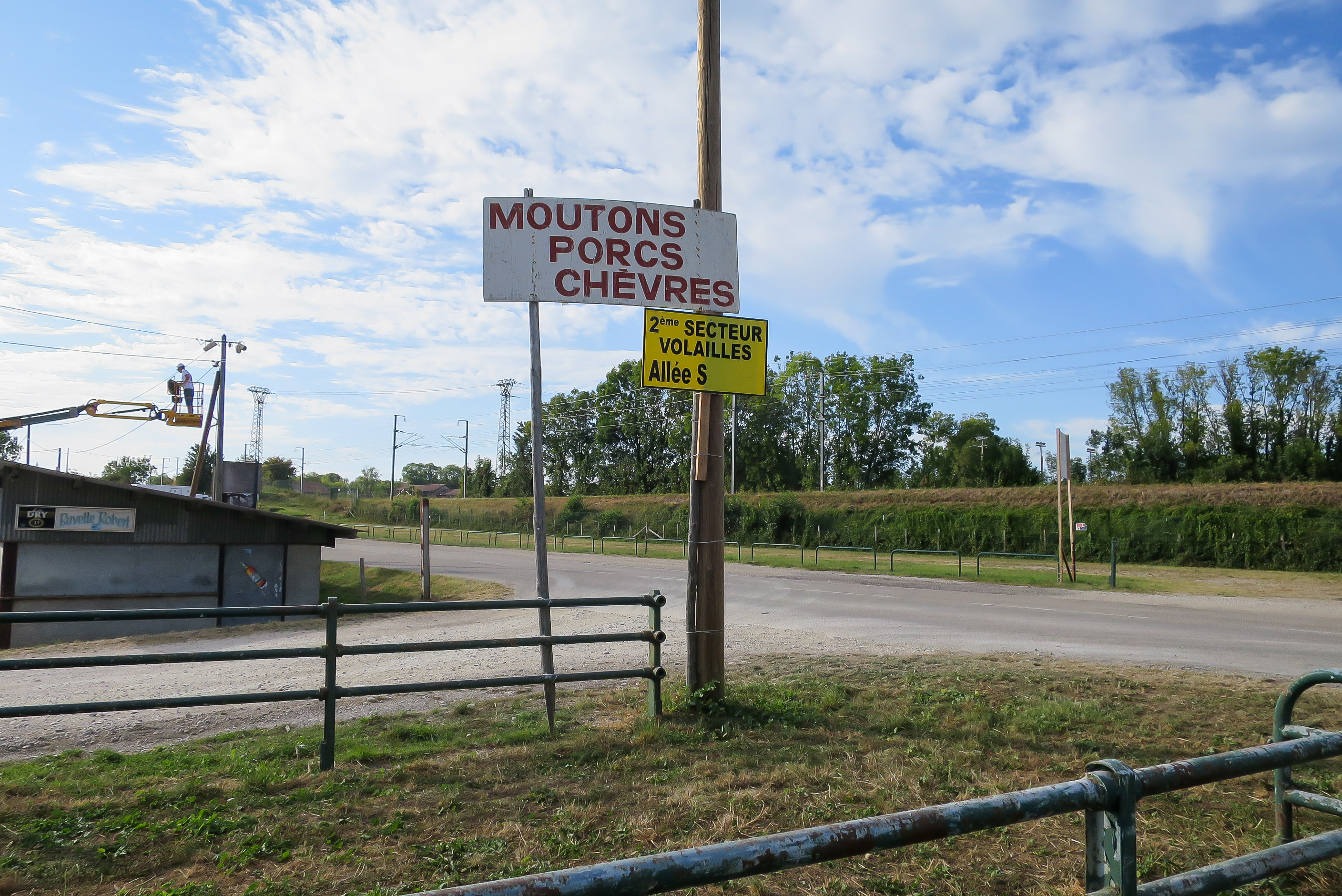
Site de la foire, entrée des enclos
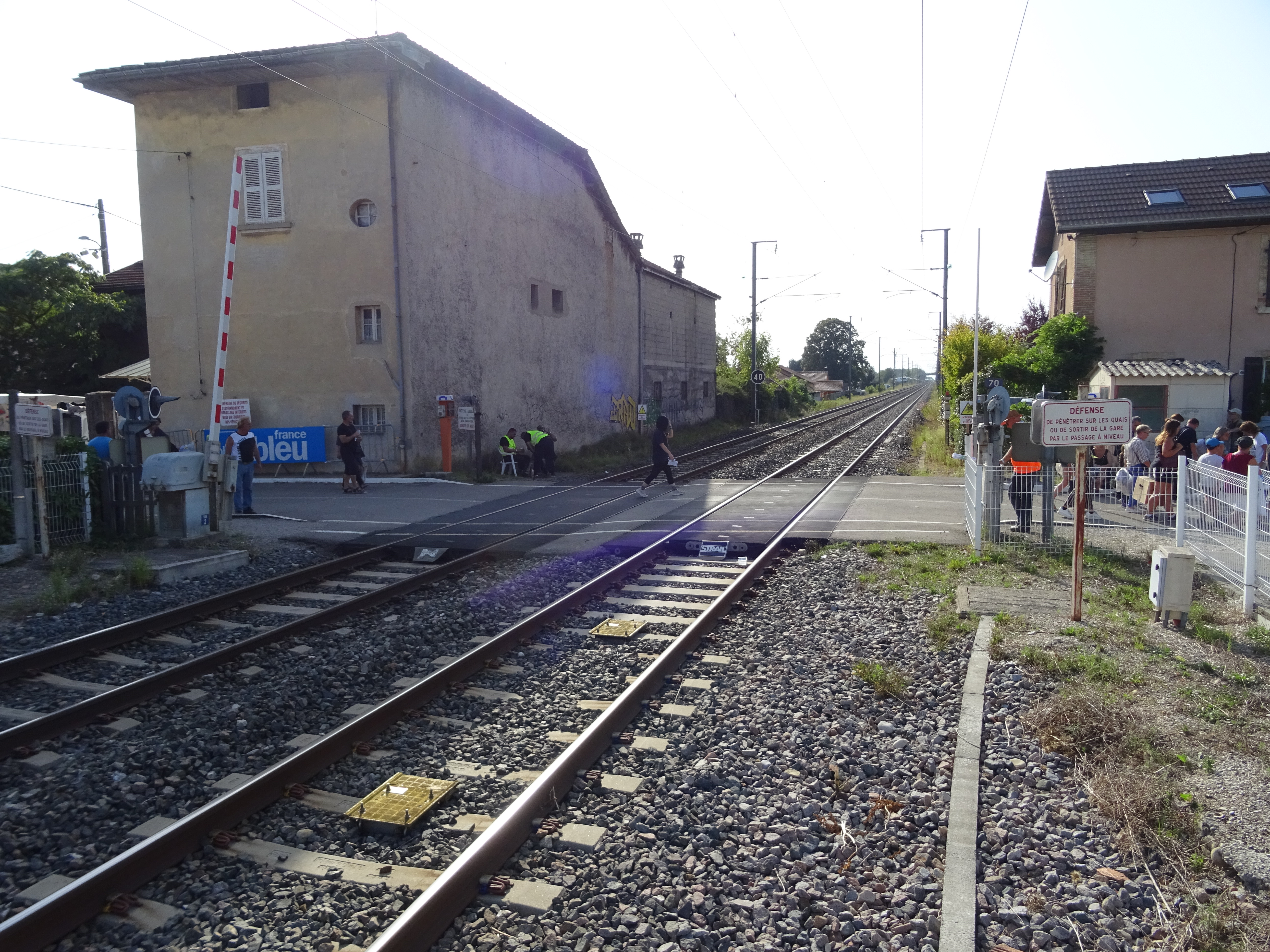
Site de la foire, la ligne de voie ferrée
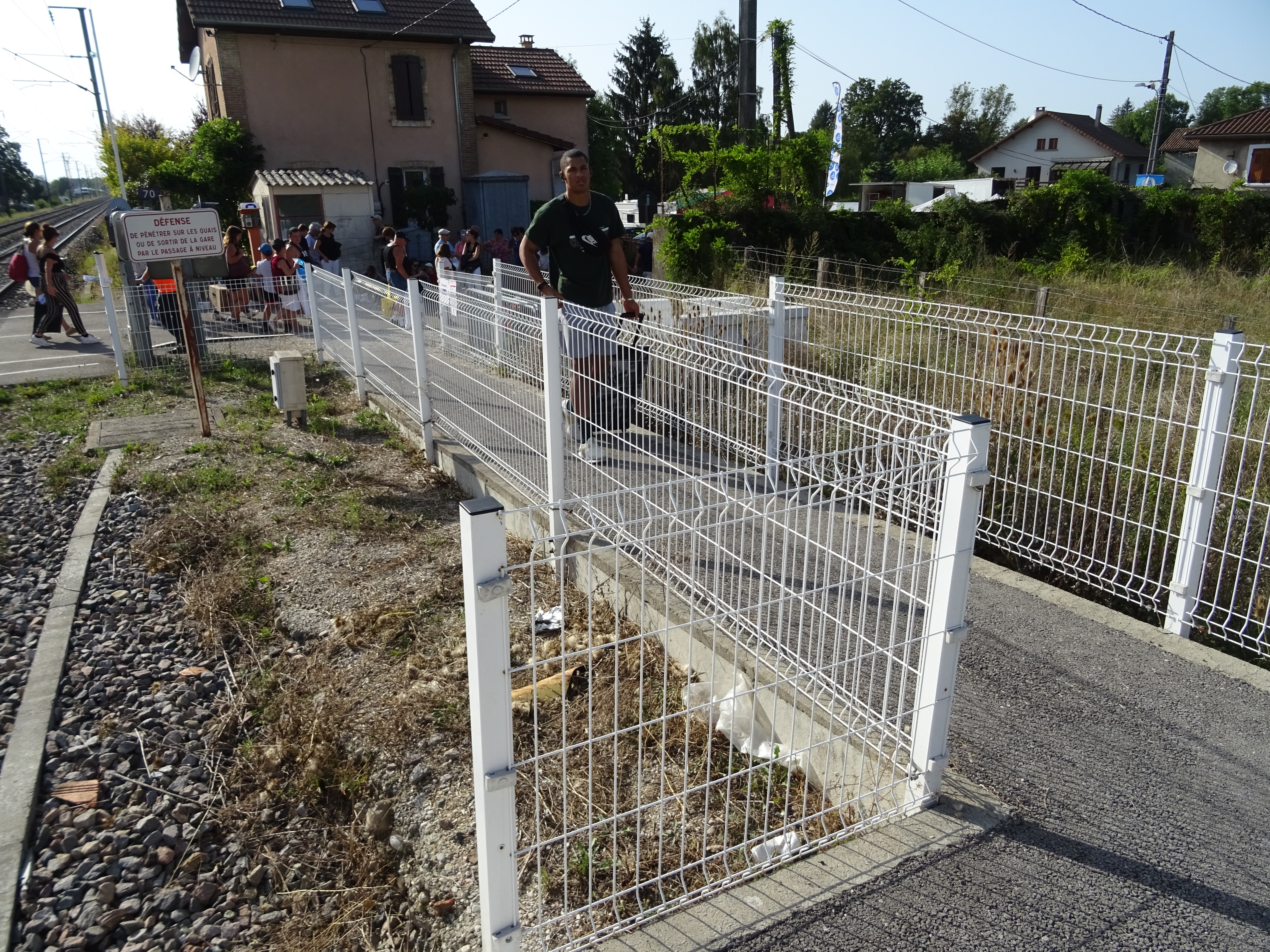
Site de la foire, entrée de la gare SNCF

## Accès et transports

### Par la route
La foire est accessible par diverses voies routières, ainsi elle se situe à proximité de l'A49 plaçant Valence à moins d'une heure de route, la sortie vers Tullins permettant de rejoindre le site après avoir traversé Renage. Le site est ensuite accessible par la RD1085.
- 11 Tullins : Tullins, Moirans

À environ cinq kilomètres du site se situe la sortie de l'A48 à Rives, qui permet de relier Beaurepaire à Lyon et Chambéry en moins d'une heure, et Grenoble en moins de trente minutes à Lyon. Le site est ensuite accessible par la RD519.
- 9 Rives à 27 km : Vienne, Rives, La Côte-Saint-André, Aéroport de Grenoble-Isère.

### Par le train
La halte de Beaucroissant, située sur la Ligne Lyon - Grenoble, habituellement fermée au public, est ouverte à l’occasion des foires, permettant ainsi à des TER Rhône-Alpes de s'arrêter exceptionnellement, avec une tarification avantageuse pour les voyageurs,. À l'instar des autres gares de cette ligne les quais ont été rénovés et mis aux normes d’accessibilité.

### Autres
L'aéroport le plus proche est l'aéroport de Grenoble-Isère, situé à moins de 10 km de Beaucroissant. La ligne d'autocar 7350 permettant de relier cet aéroport (gare routière de Saint-Étienne de Saint-Geoirs) à la gare de Voiron passe par le site de la foire.

## Odonymie
Deux odonymes locaux (rue du 14-Septembre-1219 et rue du 8-Mai-1836) rappellent les deux dates historiques de la création et du développement de la foire de Beaucroissant.